# Turmhügel Schöna

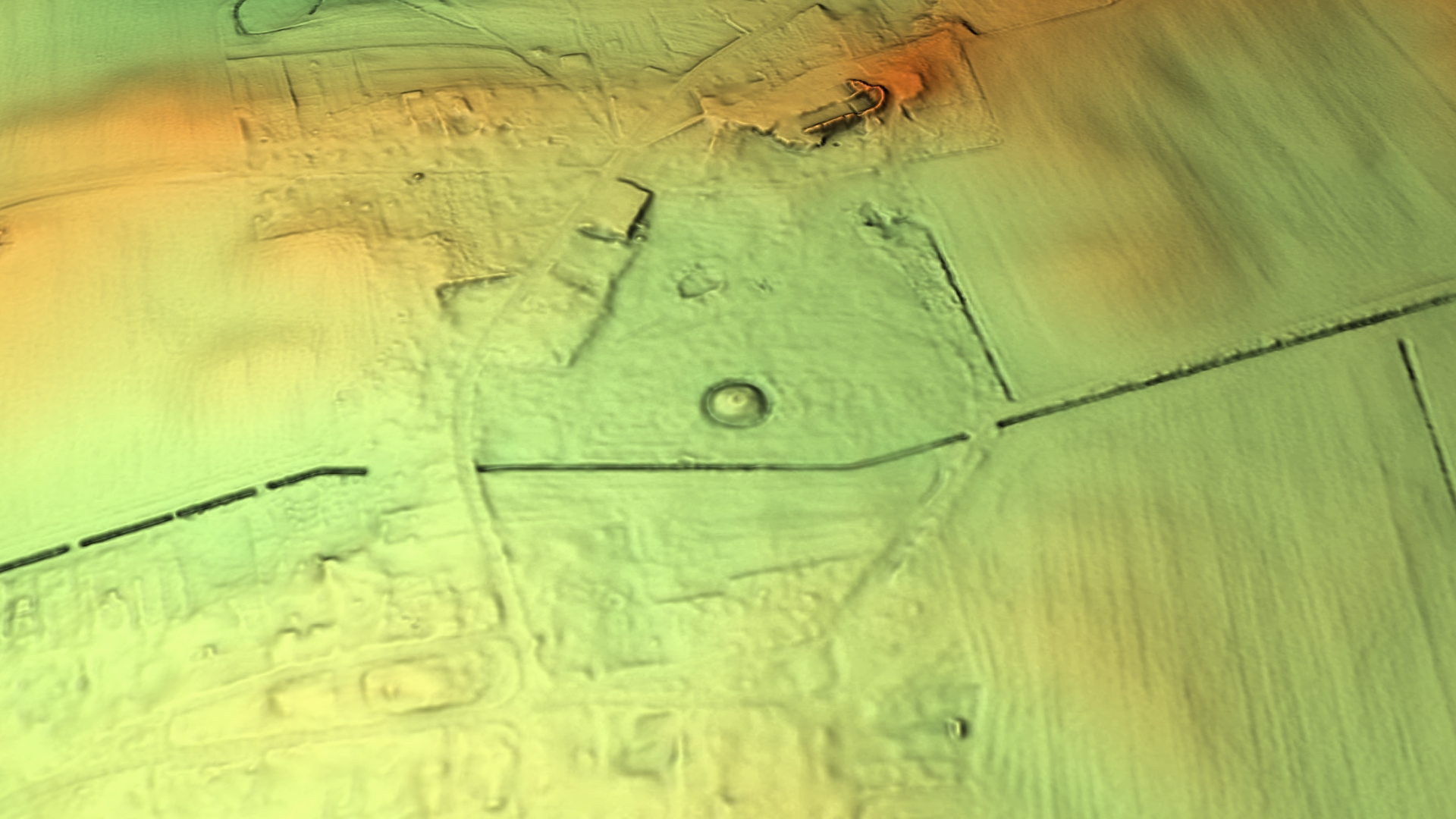
3D-Ansicht des digitalen Geländemodells

Der Turmhügel Schöna ist ein unter Denkmalschutz stehender, künstlich errichteter Hügel in Schöna, einem Ortsteil von Dahme/Mark in Brandenburg. Noch vor der urkundlichen Ersterwähnung des Ortes im 14. Jahrhundert wurde auf dem Hügel eine Turmhügelburg (Motte) errichtet.

Im Ort und der näheren Umgebung ist der Turmhügel unter den Namen Borchelt, Burgelt oder auch Bürgelt bekannt.

## Beschreibung
Der Turmhügel hat einen Durchmesser von 25 Metern und ist noch etwa zwei Meter hoch. Ursprünglich war der Hügel von zwei Grabenringen umfasst. Davon ist heute nur noch der innere erhalten und sichtbar. Bei einer Ausgrabung im Jahr 2013 wurde im Kern des Hügels das Untergeschoss eines Gebäudes von ca. sechs Metern Seitenlänge gefunden und erfasst. Aus der Bestimmung der Jahrringdaten aus der Balkenkonstruktion des Gebäudes ergibt sich eine Errichtung in der ersten Hälfte des 13. Jahrhunderts. Zerstört und aufgegeben wurde das Gebäude vermutlich bereits in der zweiten Hälfte desselben Jahrhunderts.